# Département Alpes-de-Haute-Provence

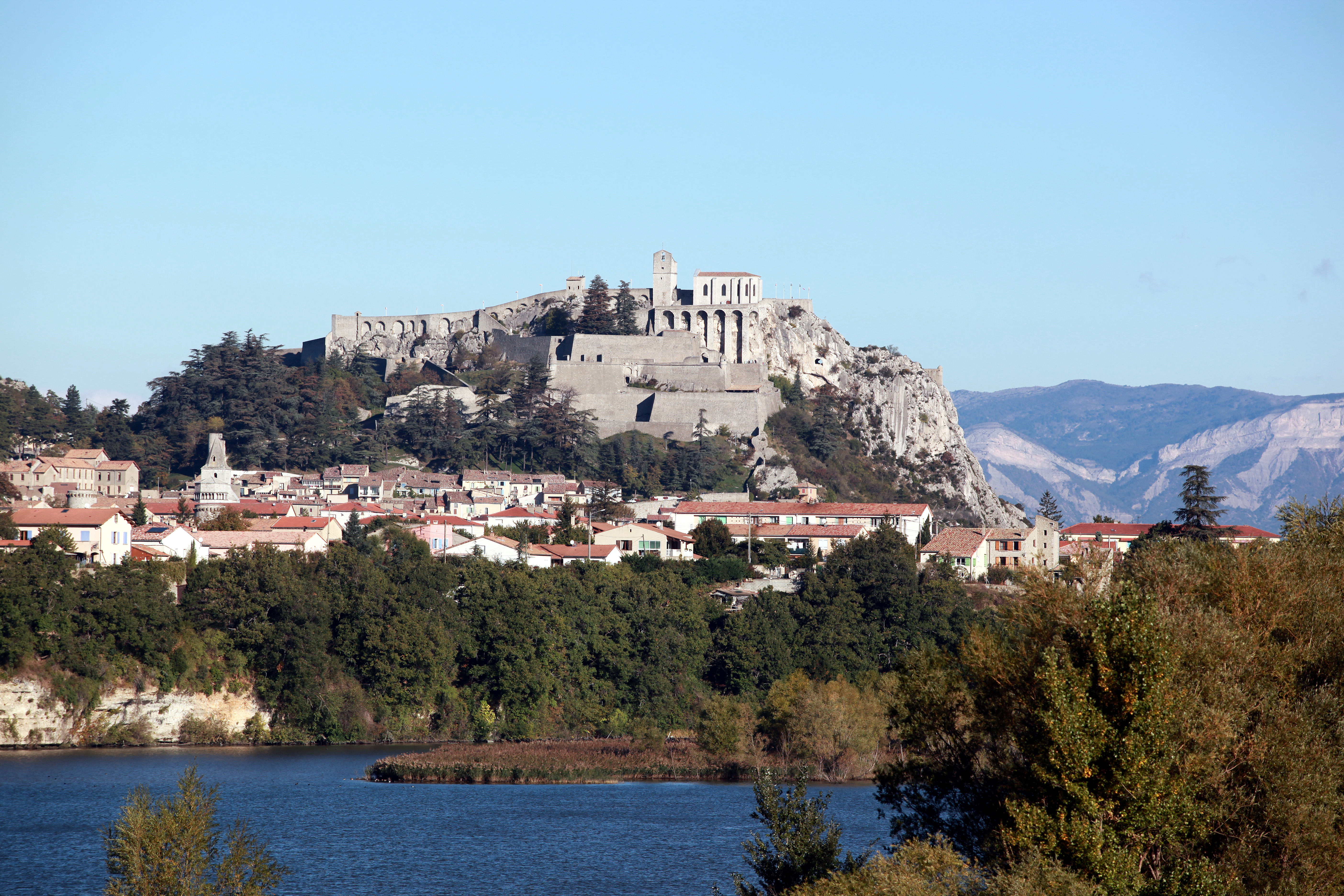
Die Zitadelle von Sisteron

Das Département des Alpes-de-Haute-Provence [ˌalpdəotpʀɔˈvɑ̃s] ist das französische Département mit der Ordnungsnummer 04. Es liegt im Südosten des Landes in der Region Provence-Alpes-Côte d’Azur.

## Geographie
Das Département Alpes-de-Haute-Provence grenzt an die Départements Alpes-Maritimes, Var, Vaucluse, Drôme und Hautes-Alpes sowie an Italien (siehe auch Grenze zwischen Frankreich und Italien).

## Wappen
Beschreibung: in Blau und Silber durch drei Spitzen im Spitzenschnitt geteilt; oben eine goldene Lilie, über der ein roter dreistegiger Turnierkragen schwebt.

## Geschichte
Das Département wurde am 4. März 1790 aus einem Teil der Provence gebildet.
Bis 1970 hieß das Département Basses-Alpes, deutsch als Niederalpen bzw. Nieder-Alpen geführt.
Am 20. November 2002 wurde der Asteroid (7755) Haute-Provence nach dem Departement benannt.

## Politik
Am 23. April 2017 fand der erste Wahlgang der französischen Präsidentschaftswahl 2017 statt. Die Wahlbeteiligung betrug im Département Alpes-de-Haute-Provence 80,79 Prozent. Insgesamt gaben 102.257 Wahlberechtigte ihre Stimme ab. Von den 99.713 gültigen Stimmen wählten 24.463 die damalige Vorsitzende der rechtspopulistischen Front National, Marine Le Pen. 22.448 Stimmen entfielen auf den Präsidentschaftskandidaten der Partei La France insoumise, Jean-Luc Mélenchon. 19.960 Stimmen erhielt der ehemalige Wirtschaftsminister unter Präsident François Hollande, Emmanuel Macron. François Fillon, welcher von 2007 bis 2012 Premierminister von Frankreich war, erhielt 18.442 Stimmen. 4983 Stimmen erhielt der französischen Politiker der Parti Socialiste, Benoît Hamon. 4860 Wähler wählten den konservativen-gaullistischen Politiker Nicolas Dupont-Aignan. Der Politiker Jean Lassalle erhielt 1721 Stimmen. 1178 Stimmen entfielen auf den antikapitalistischen Politiker und Gewerkschafter Philippe Poutou. Der Präsident der Union Populaire Républicaine, François Asselineau, erhielt 932 Stimmen. Nathalie Arthaud, die Sprecherin der trotzkistischen französischen Linkspartei Lutte Ouvrière, erhielt 521 Stimmen. Der Politiker Jacques Cheminade erhielt 205 Stimmen.

## Verwaltungsgliederung
| Arrondissement                      | Kantone | Gemeinden | Einwohner 1. Januar 2022 | Fläche km² | Dichte Einw./km² | Code INSEE |
| ----------------------------------- | ------- | --------- | ------------------------ | ---------- | ---------------- | ---------- |
| Barcelonnette                       | 1       | 14        | 7.715                    | 1.027,73   | 8                | 041        |
| Castellane                          | 2       | 41        | 11.417                   | 1.718,06   | 7                | 042        |
| Digne-les-Bains                     | 8       | 46        | 48.726                   | 1.574,02   | 31               | 043        |
| Forcalquier                         | 11      | 97        | 99.321                   | 2.605,41   | 38               | 044        |
| Département Alpes-de-Haute-Provence | 15      | 198       | 167.179                  | 6.925,22   | 24               | 04         |

Siehe auch:

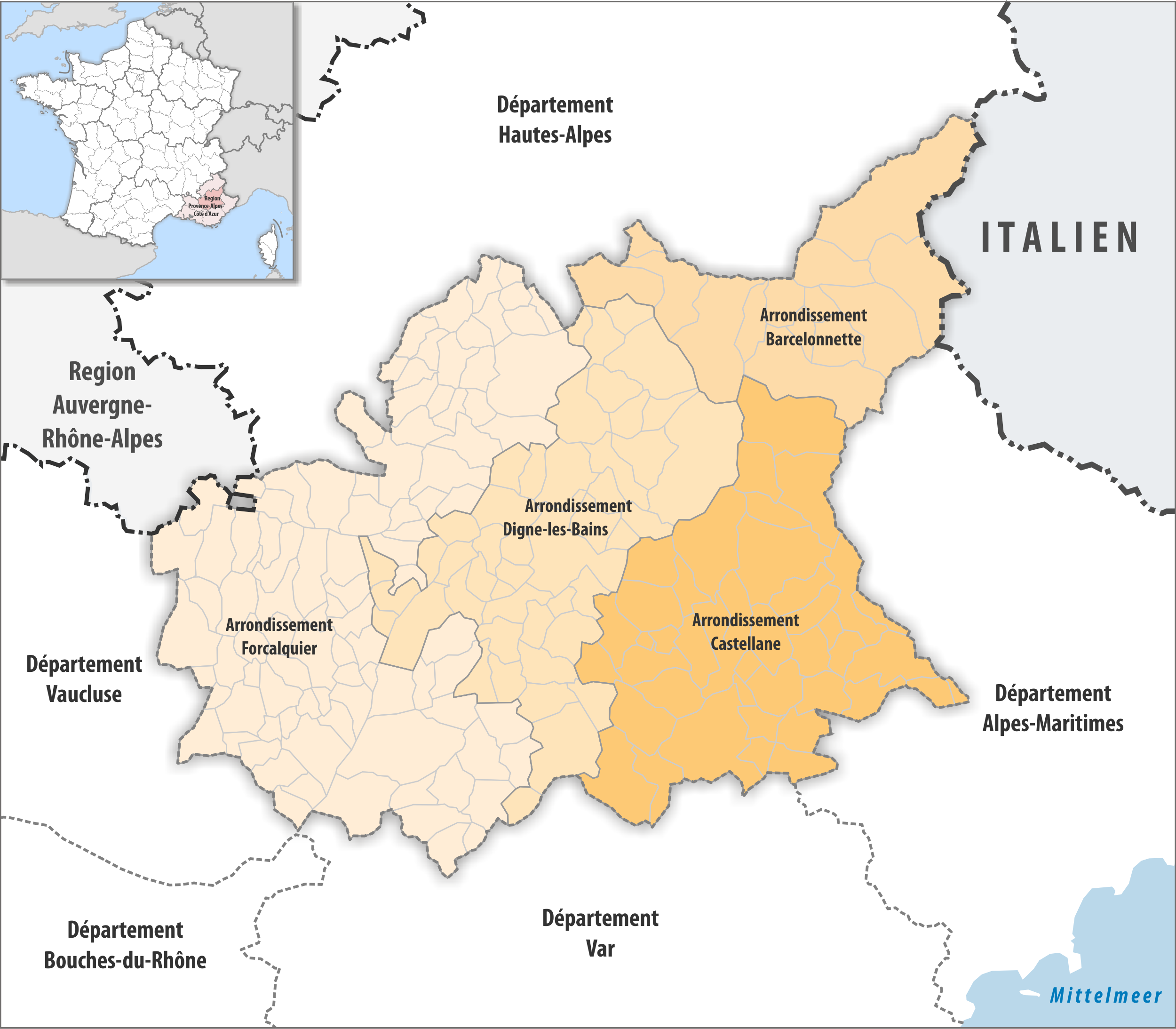
Gemeinden und Arrondissements im Département Alpes-de-Haute-Provence

- Liste der Gemeinden im Département Alpes-de-Haute-Provence
- Liste der Kantone im Département Alpes-de-Haute-Provence
- Liste der Gemeindeverbände im Département Alpes-de-Haute-Provence